# Pouligny-Saint-Pierre
Pouligny-Saint-Pierre település Franciaországban, Indre megyében. Lakosainak száma 1032 fő (2022. január 1.). Pouligny-Saint-Pierre Le Blanc, Douadic, Fontgombault, Lureuil, Preuilly-la-Ville, Saint-Aigny, Sauzelles és Tournon-Saint-Martin községekkel határos.

## Népesség
A település népességének változása:
| Lakosok száma | 1018 | 982  | 962  | 1002 | 1085 | 1090 | 1069 | 1036 | 1031 | 1032 |
|               | 1968 | 1982 | 1990 | 2006 | 2013 | 2015 | 2017 | 2019 | 2020 | 2022 |